# Hermann Jaeckel
Hermann Jaeckel (* 28. Februar 1895 in Berlin; † 8. Dezember 1968 ebenda) war ein deutscher Politiker (SPD).
Hermann Jaeckel besuchte eine Volksschule und machte eine Lehre als Maschinenbauer, in diesem Beruf arbeitete er auch. In der Weimarer Republik trat er der SPD bei. Ab 1934 arbeitete er als Kabelmonteur beim Kabelwerk Gartenfeld.
Nach dem Zweiten Weltkrieg arbeitete Jaeckel bei den Berliner Siemenswerken und wurde 1946 dort der Vorsitzende des Gesamtbetriebsrats. Bei der ersten Berliner Wahl 1946 in die Stadtverordnetenversammlung von Groß-Berlin gewählt, Ende 1948 schied er aus dem Parlament aus.